# James O’Connor (rugbysta)
James O’Connor (ur. 5 lipca 1990 r. w Southport w stanie Queensland) – australijski rugbysta, uniwersalny zawodnik formacji ataku. Reprezentant kraju, brązowy medalista Pucharu Świata w 2011 roku.

## Kariera juniorska
Rodzice O’Connora pochodzą z Nowej Zelandii, zaś dziadkowie z Południowej Afryki. W połączeniu z narodzinami w Australii oznaczało to, że O’Connor mógł dokonać wyboru reprezentacji spośród trzech największych, jeśli chodzi o rugby, nacji na półkuli południowej. W dzieciństwie przez pięć lat mieszkał w Auckland, zanim wraz z rodzicami przeniósł się do Australii.
Grę w rugby, choć początkowo w odmianie rugby league, rozpoczął właśnie w Nowej Zelandii, gdzie przez pięć lat trenował w drużynie Te Atatu Roosters. Po powrocie do Australii grał jeszcze w juniorskiej drużynie Parramatta Eels. Oprócz tego przez trzy lata uprawiał także futbol australijski, w której to dyscyplinie reprezentował nawet stan Queensland na poziomie U-13. Swoje zainteresowanie przeniósł na rugby union po tym, jak w wieku 15 lat zaczął uczęszczać do Nudgee College w Brisbane.
O’Connor mógł mówić o szczęściu po tym, jak w 2006 roku podczas szkolnego meczu został uderzony poniżej żeber. W rezultacie doznał pęknięcia śledziony i stracił ponad dwa litry krwi.
W 2007 roku został powołany do juniorskiej reprezentacji Australii w rugby piętnastoosobowym, która grała przeciw Anglii, Samoa i Nowej Zelandii. Rok później otrzymał powołanie do seniorskiej kadry w rugby 7

## Kariera seniorska
O’Connor został najmłodszym graczem w historii Super Rugby, gdy pojawił się na boisku w meczu 10. kolejki Western Force i Queensland Reds w sezonie 2008. W trzech pozostałych do końca sezonu meczach zagrał na pozycji wewnętrznego środkowego ataku (pozycja nr 12, ang. inside center).
8 listopada 2008 roku zadebiutował w dorosłej reprezentacji Wallabies, a jego trzy przyłożenia przechyliły szalę zwycięstwa na korzyść Australijczyków w wygranym 31:8 meczu z Włochami. Był wówczas drugim najmłodszym zawodnikiem, który zagrał w złoto-zielonych barwach, „ulegając” pod tym względem jedynie Brianowi Fordowi, który debiutował w 1957 roku.
W październiku 2009 roku otrzymał nagrodę dla najlepszego debiutanta w drużynie Western Force, a następnie tytuł najlepszego debiutanta w Australii.
W 2010 roku O’Connor zagrał w 11 z 13 meczów ligowych swojego zespołu zdobywając 104 punkty. Wystąpił również w 13 spośród 15 meczów reprezentacji Australii, a podczas Pucharu Trzech Narodów został wespół z Milsem Muliainą współzwycięzcą w klasyfikacji dla zawodnika z największą liczbą przyłożeń (po 4).
Pod koniec sezonu 2011 O’Connor podpisał dwuletni kontrakt z nowym zespołem ligi Super Rugby – z Rebeliantami. Wziął również udział w Pucharze Świata w 2011 roku, który odbywał się w Nowej Zelandii, podczas którego występował zarówno na pozycji prawoskrzydłowego, jak i obrońcy. Zdobył wówczas z drużyną Wallabies brązowy medal. W grudniu 2011 pierwszy raz w reprezentacji rozegrał oficjalny mecz międzypaństwowy w roli łącznika ataku, tydzień wcześniej debiutując w tej roli w towarzyskim meczu przeciwko Barbarian F.C.. W 2012 roku z powodu kontuzji zagrał jedynie w siedmiu meczach Super Rugby oraz opuścił cały sezon reprezentacyjny.
O’Connor jest zawodnikiem uniwersalnym. Jak sam powiedział, najdogodniej czuje się na pozycji nr 12, gdzie jest drugim zawodnikiem z piłką. Podkreślił, że odpowiada mu także rola obrońcy, gdzie ma się dużo miejsca. Australijczyk zauważał, że przede wszystkim chce grać, a to, czy będzie zawodnikiem z numerem 10, 12, czy 15, ma znaczenie drugorzędne.

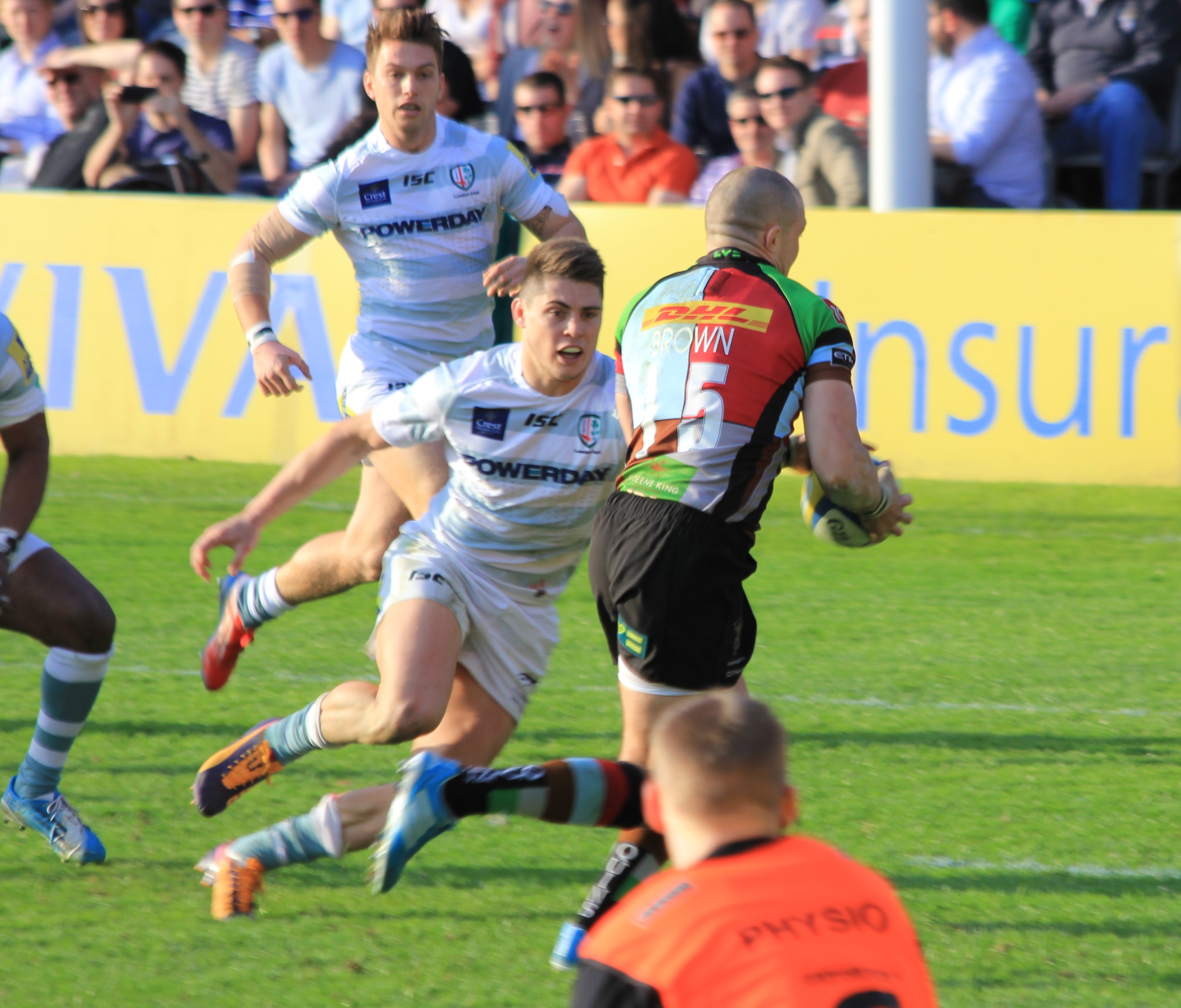
O’Connor w barwach London Irish szarżujący Mike’a Browna, gracza Harlequins

W lipcu 2013 roku władze Rebels ogłosiły, iż jego umowa nie będzie przedłużona, a na skutek pozaboiskowych incydentów na początku października ARU zerwał z nim kontrakt, zawodnik znalazł zaś zatrudnienie w London Irish. W barwach londyńskiego klubu zadebiutował 3 listopada, jednak już następnego dnia zaczęto spekulować na temat przyszłej umowy z francuskim RC Toulonnais – transfer w lutym 2014 roku potwierdził prezes klubu z Tulonu, Mourad Boudjellal. Pod koniec pobytu O’Connora w London Irish Brian Smith, członek sztabu angielskiego klubu podkreślał, że Australijczyk poza prezentowaną wysoką formą sportową, dorósł w kwestiach mentalnych. Sugerował, że wyjazd z Australii pozytywnie wpłynął na jego zachowanie.
O’Connor zadebiutował w barwach francuskiego klubu w pierwszej kolejce Top 14 15 sierpnia, jednak dwa tygodnie później ogłoszono, że podpisał dwuletni kontrakt z australijskim zespołem Queensland Reds z rozgrywek Super Rugby. Jednocześnie zaznaczono, że kontrakt zawodnika z drużyną z Tulonu przewidziany był na okres czterech miesięcy, podczas gdy francuski klub stał na stanowisku, że O’Connor związał się trzyletnią umową, która pozwalała na półroczną przerwę na rozgrywki Super Rugby. Ocenia się, że powrót do Australii miał umożliwić zawodnikowi formacji ataku powrót do reprezentacji na Puchar Świata w 2015 roku, jednak wbrew doniesieniom L’Équipe, selekcjoner Ewen McKenzie stanowczo zaprzeczył, jakoby O’Connor otrzymał zapewnienie odnośnie do miejsca w kadrze na mistrzostwa.